# Chiesa di Sant'Anna in Giolica
La chiesa di Sant'Anna in Giolica di Prato sorge lungo la via omonima.

## Storia
Il complesso fu convento eremitano, fondato nel 1269 dal pratese Brunetto de' Rossi viene consacrata nel 1273. Quasi abbandonato dopo la peste del 1348, tornò agli Agostiniani, che lo ristrutturarono tra la fine del XV e gli inizi del XVI secolo.
Il convento venne utilizzato come lazzaretto durante la peste del 1527-30 e quella del 1630-31.
Fino al Settecento, per la festa di sant'Anna, la preziosa reliquia della testa di quella santa (venerata a Prato dal primo Quattrocento), veniva portata con una solenne processione dal Duomo alla chiesetta.
Dopo la soppressione fu acquistato nel 1811 dalle monache di San Clemente, passando poi a Giovan Battista Mazzoni che vi sperimentò nel 1820-24 le prime moderne macchine per la filatura di cotone e lana.

## Architettura e interni

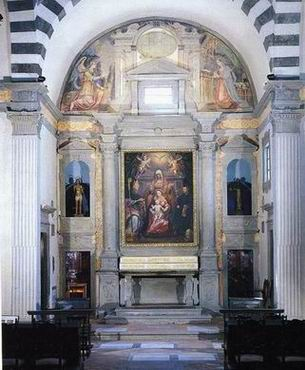
Interno

L’esterno dell’edificio ha il paramento murario piuttosto irregolare in alberese, interrotto da un piccolo portale laterale e due monofore. La parte superiore intonacata risale a un innalzamento datato 1730-40. All’incrocio dei bracci si erge la cupoletta, forata da quattro occhi e conclusa da una lanterna.
Una zona porticata con due arconi, costruita nel Settecento contestualmente all’innalzamento dell’edificio, affaccia sulla strada inglobando il portico rinascimentale, realizzato insieme alla loggetta superiore a spese del Ceppo fondato da Francesco Datini intorno al 1440, dove si vedono ancora oggi alcuni affreschi del primo Quattrocento. Il portico è chiuso sul lato destro dalla facciata della chiesa, dove troviamo nella lunetta un affresco con il Cristo benedicente della fine del Trecento.
La chiesa duecentesca, con paramento in alberese, fu ampliata nel 1502-4 con l'interessante transetto (forse su disegno di Giuliano Da Maiano), coronato da una cupoletta che richiama al Brunelleschi e al Sangallo (Santa Maria delle Carceri). L’interno infatti costituisce un importante esempio di architettura rinascimentale, dovuta alle ristrutturazioni del 1502-1504, legata al tempio a croce latina teorizzato da Leon Battista Alberti, ma anche alle opere coeve di Brunelleschi e Michelozzo. La chiesa presenta infatti una pianta a croce latina, dove la navata ha una lunghezza quasi pari al doppio di quella del transetto, pareti intonacate di bianco e volte a botte con tondi in terracotta sui pennacchi (copie di quelli robbiani in Santa Maria delle Carceri), ha una cupoletta con lanternino, impostata su pennacchi all'incrocio dei bracci; questi sono coperti da volte a botte e segnati da una cornice trabeata in pietra.
Il pavimento in cotto è rialzato rispetto all’esterno; la controfacciata è contraddistinta da affreschi stratificati tra i quali spicca un dipinto cinquecentesco, dalle forme arcaiche, con la Madonna in orazione e due sante. Sopra la porta d’ingresso troviamo raffigurato Brunetto de’ Rossi, il fondatore del convento, alla cui sinistra vi è Santa Caterina d’Alessandria e sulla destra una Croce con angeli.
l transetto è occupato da alcune lastre tombali, quasi tutte risalenti all’Ottocento, mentre sulla parete di fondo, nella cappella a destra, è posto un altare a edicola dalle classicheggianti colonne corinzie che incorniciano la tela del pratese Pier Simone Vannetti (1666-1737) con i Santi Leonardo e Cristiana che intercedono per il convento di Sant’Anna presso Dio Padre e la Sacra Famiglia, datato 1701, stesso autore della pala posta nell’altare della cappella a sinistra con i Santi Pietro, Giovanni Battista e Nicola da Tolentino in adorazione del Santissimo Sacramento, del 1702.
Nel presbiterio troneggia una scenografica composizione architettonica: l’altare maggiore innalzato nel 1689, formato da un’edicola con colonne che sorreggono un’imponente trabeazione, sorregge un’edicoletta timpanata con finestra, ai lati della quale sono affrescate le figure dell'Annunciazione. Il pregio di questo altare sta soprattutto nella pala che ospita, eseguita da Giovanni Stradano (Jan Van der Straedt, 1523-1605) con lo Spirito Santo, Sant’Anna, la Madonna e il Bambino, altri Santi (1592), raffigurante l’iconografia tradizionale della Madonna Metterza. Accanto all’altare si aprono due porte rettangolari collegate alle due nicchie soprastanti dove sono state collocate statue lignee policromate di due Santi.